# Vadonia bolognai
Vadonia bolognai är en skalbaggsart som beskrevs av Gianfranco Sama 1982. Vadonia bolognai ingår i släktet Vadonia och familjen långhorningar. Inga underarter finns listade i Catalogue of Life.